# Lago Castor
El lago Castor (pronunciado "cástor") es un cuerpo de agua superficial léntico perteneciente a la cuenca del río Aysén y está ubicado a unos 30 km al suroeste de Coyhaique en la Región de Aysén.
No confundir con la laguna Castor ubicada en la isla Navarino.

## Historia
Luis Risopatrón lo describe en su Diccionario Jeográfico de Chile (1924):: 157 
Castor (Lago) 45° 26' 71° 47'. Es de mediana estension i se encuentra en una rejion de pantanos i espesos bosques, a 725 m de altitud, en la hoya del rio Simpson, cercano a la línea de límites con la Arjentina; no se amojonóla línea de límites de sus alrededores en 1903, por haberse estimado que la división de las aguas se hallaba suficientemente bien marcada. 120, p. 152; 134; 151; i 156.

## Población, economía y ecología
SERNATUR lo promociona como:: 14 
Pequeño lago de aproximadamente 6,8 km². Se localiza muy próximo a la frontera con Argentina. Forma parte de un pequeño sistema lacustre conformado por los lagos Pollux y Frío y son parte de la cuenca del río Aysén. Este lago forma parte de un conocido circuito de pesca recreativa de Coyhaique. Su entorno se caracteriza por un paisaje de transición de cordillera a pampa, donde predominan los ñirres y vegetación arbustiva de menor tamaño.